# Trembathita
La trembathita és un mineral de la classe dels borats, que pertany al grup de la boracita. Rep el seu nom de Lowell T. Trembath (1936-1994), professor de mineralogia de la Universitat de Nova Brunswick, a Fredericton, Canadà, per la seva dedicació a la investigació i a l'ensenyament de la mineralogia.

## Característiques
La trembathita és un borat de fórmula química Mg₃B₇O13Cl. Va ser aprovada com a espècie vàlida per l'Associació Mineralògica Internacional l'any 1991. Cristal·litza en el sistema trigonal. La seva duresa a l'escala de Mohs es troba entre 6 i 8. És l'anàleg amb magnesi de la congolita, i és dimorfa de la boracita.
Segons la classificació de Nickel-Strunz, la trembathita pertany a «06.GA - Tectoheptaborats» juntament amb els següents minerals: boracita, chambersita, ericaïta, congolita i korzhinskita.

## Formació i jaciments
Va ser descoberta l'any 1991 al dipòsit de Clover Hill, que es troba dins el dipòsit d'evaporita Salt Springs, al comtat de Kings, a Nova Brunswick (Canadà). També en aquesta província canadenca ha estat trobada al dipòsit Millstream, a la parròquia de Studholm, i a Penobsquis, a la parròquia de Cardwell.